# Started
Started è un singolo della rapper australiana Iggy Azalea, pubblicato il 3 maggio 2019 come secondo estratto dal secondo album in studio In My Defense.
Il brano è stato scritto dalla stessa Azalea in collaborazione con Ronny Wright, ed è stato prodotto da J. White Did It.

## Pubblicazione
Il video del precedente singolo Sally Walker si era concluso con un'anteprima di un nuovo brano intitolato Started. Durante un'intervista con iHeartRadio dell'11 aprile 2019, la rapper ha confermato che sarebbe stato il suo prossimo singolo. Il 19 aprile 2019 Iggy Azalea ha annunciato che Started sarebbe stato pubblicato il 3 maggio 2019 condividendo la copertina sui social media dopo averlo anticipato la notte precedente cambiando il suo layout di Twitter. Ha continuato ad anticipare il singolo pubblicando foto promozionali del video musicale sui social media nei giorni precedenti l'uscita.

## Descrizione
Started è una canzone hip hop della durata di tre minuti e sei secondi, scritta da Iggy Azalea e Ronny Wright e prodotta da J. White Did It, che aveva anche prodotto il precedente singolo di Azalea Sally Walker. È descritta come una canzone da discoteca che parla della strada verso il successo partendo dal niente, ed è stato notato che prende in prestito il titolo di una canzone di Drake, Started from the Bottom, aggiungendo "ora sono ricca" ("now I'm rich").

## Tracce
Download digitale
1. Started – 3:06

## Classifiche
| Classifica (2019) | Posizione massima |
| ----------------- | ----------------- |
| Grecia            | 73                |
| Irlanda           | 73                |
| Regno Unito       | 76                |
| Stati Uniti       | 120               |